# Eugongylus sulaensis
Espèce
Synonymes
- Lygosoma sulaense Kopstein, 1927

Eugongylus sulaensis est une espèce de sauriens de la famille des Scincidae.

## Répartition
Cette espèce est endémique des îles Sula dans les Moluques en Indonésie.

## Publication originale
- Kopstein, 1927 : Die Reptilienfauna der Sula-Inseln. Treubia, vol. 9, p. 437—446.